# Pixel C
Pixel C（ピクセル シー）は、Googleによって開発された、10.2インチのAndroidタブレットである。2015年9月29日に発表され、同年12月8日にアメリカを含む14の国と地域で発売された。

## 概要
Microsoft Surface Proや、AppleのiPad Proの対抗機種と位置付けられたが、高価なAndroidタブレットという面から、売上では苦戦した。
2017年12月、アメリカのGoogle Storeから製品ページから完全に削除され、販売が終了した。2018年10月9日に発表されたPixel Slateが、事実上の後継機種となった。

## 特徴

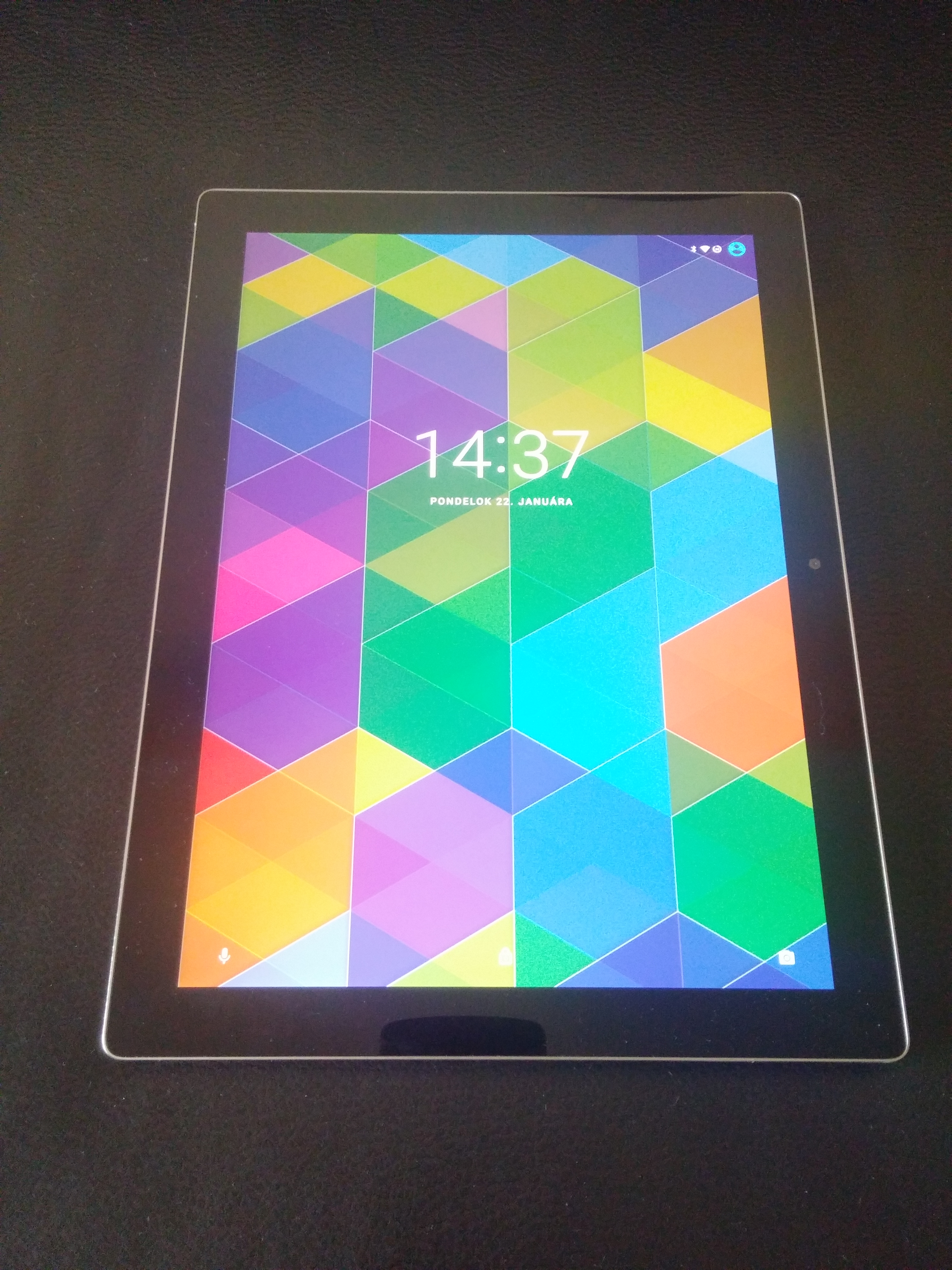
Pixel C本体の前面部分。

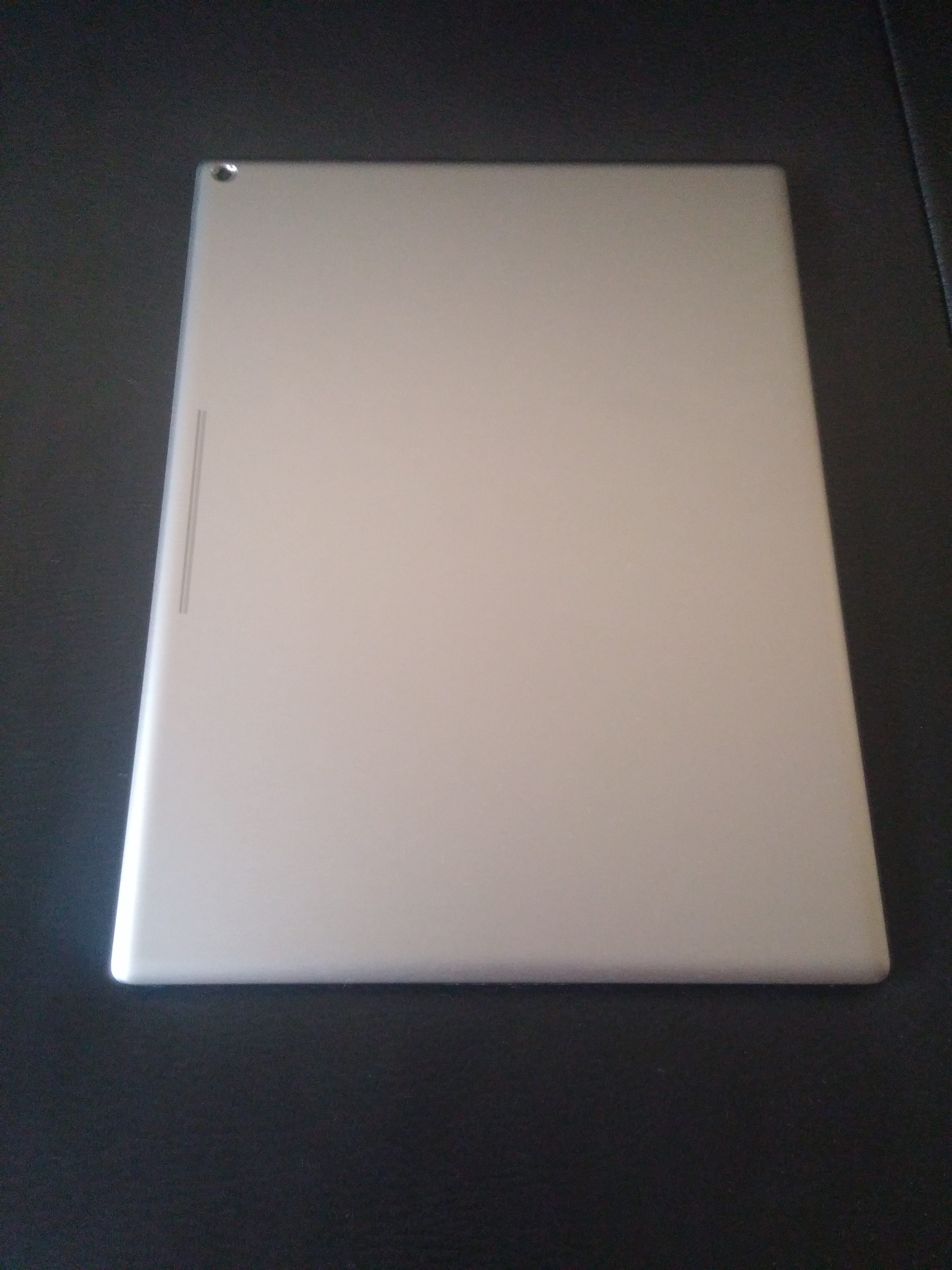
Pixel C本体の背面部分。

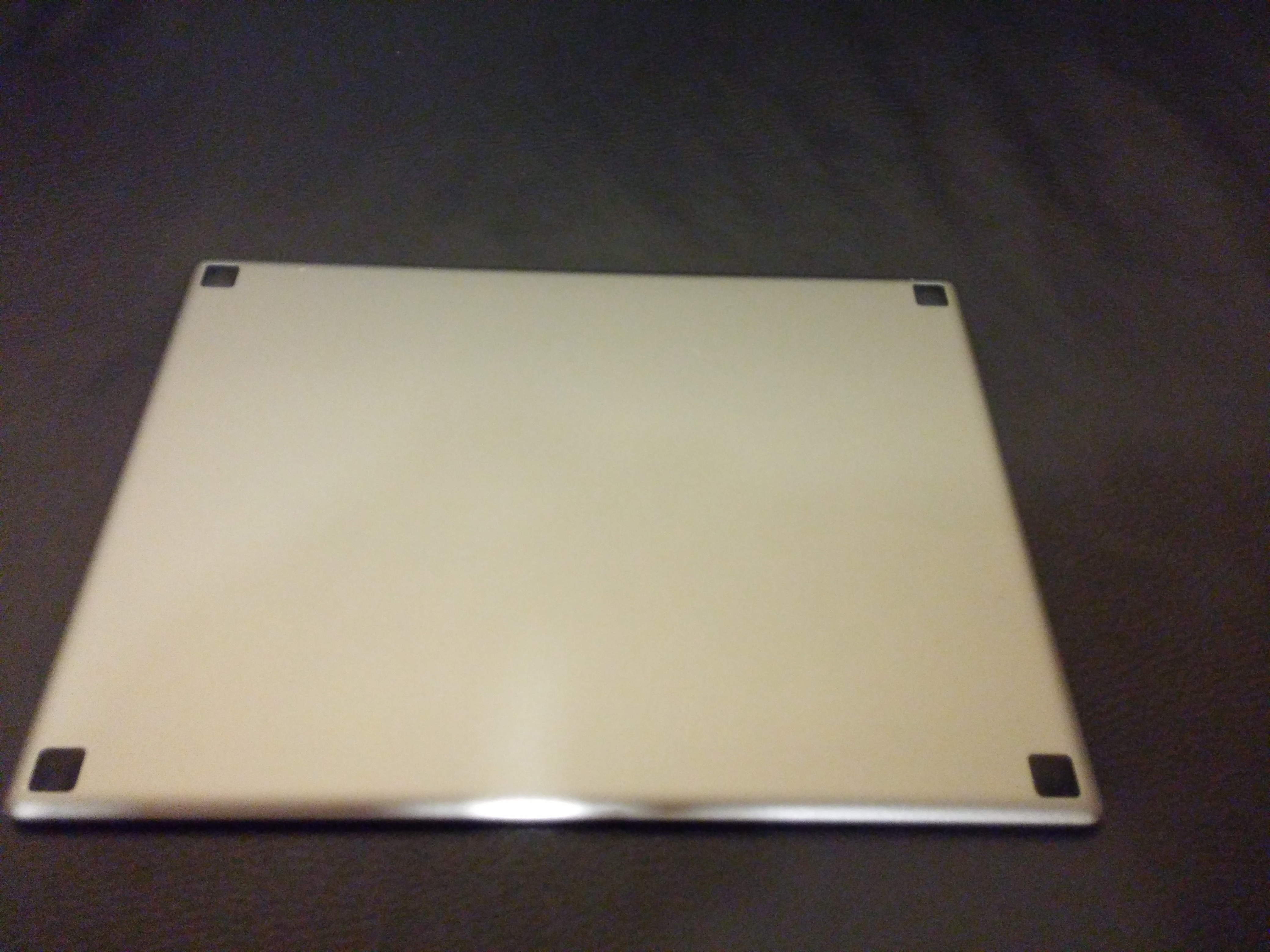
Pixel C Keyboardの底面部分。

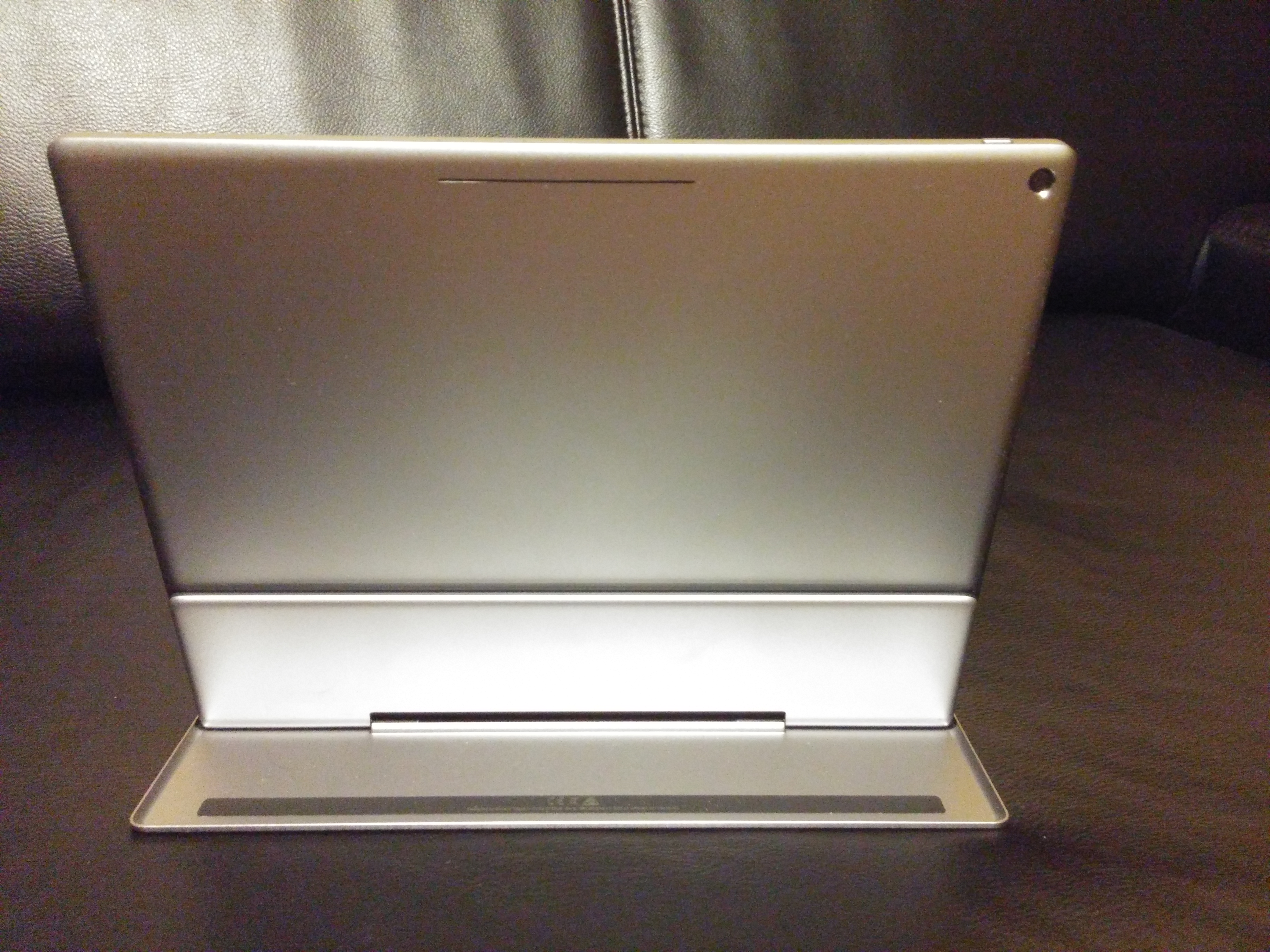
キーボードをつけたPixel C本体を後方から撮った様子。

### ハードウェア
デザインの特徴としては、タブレットの背面にあるGoogleのロゴカラーが光るバーがある。Chromebook Pixelに搭載されているものに近く、タブレットを閉じている時に、このバーをタップするとバッテリー残量に応じて点灯する。
Nvidia Tegra X1 クアッドコアプロセッサ（SoC）と、3GBのメモリ（RAM）を搭載し、32GB、もしくは64GBのストレージを備えたモデルが販売されていた。ディスプレイは10.2インチ (260 mm) 、解像度が2560×1800ピクセル、308ppiのIPS液晶を搭載する。
オプションとして専用キーボードがあり、マグネット内蔵ヒンジを通して本体にくっつけて使うことができる。ヒンジはディスプレイの角度を100～135度の範囲で調節できるとしている。
また、キーボードをタブレットの前面、または背面に取り付けて保管することも可能である。接続にはBluetoothが利用され、バッテリーで駆動する。キーボードがタブレットの前面にスナップされている際は、タブレットから充電できる。
カメラは、前面と背面に2つずつあり、両方とも1080pでの動画撮影に対応している。
ワイヤレス充電にも対応している。

### ソフトウェア
Android 6.0.1 (Marshmallow)をプリインストールして出荷された。Android 7.0 (Nougat) へのアップデートは8月22日から、Android 7.1.1は2016年12月から配信された。
2017年3月には、Android 7.1.2がリリースされ、再設計された「最近の画面」や、新しいグリッドベースのレイアウトとともに、新しいPixel LauncherとシステムUIが追加された。ただ、Pixel Cで動作するPixel Launcherは、他のPixelスマートフォンで動作するものとは、同一ではないにしても、視覚的に非常に似ているにもかかわらず、あくまで別物であるとされている。
その後、Android 8.0 (Oreo)へのアップデートが、同年8月に配信された。なお、デバイスに依存しないシステムアップデートのためのTrebleには対応していない。その4ヶ月後の12月5日に配信された、Android 8.1を最後にアップデートは配信されていない。